# 普林斯維爾 (北卡羅來納州)
普林斯維爾（英語：Princeville）是一個位於美國北卡羅萊納州厄齊康縣的城鎮。

## 人口
根據2020年美國人口普查的數據，普林斯維爾的面積為3.94平方千米，當中陸地面積為3.91平方千米，而水域面積為0.03平方千米。當地共有人口1254人，而人口密度為每平方千米318人。